# Weronika Marczak
Weronika Anna Marczak (ur. 1996) – polska pisarka, autorka książek z kategorii young adult. 
Weronika Anna Marczak studiowała dziennikarstwo i komunikację społeczną na Uniwersytecie Wrocławskim. Po studiach mieszkała w Hiszpanii, a następnie w Wiedniu. Swoją twórczość publikowała początkowo na platformie Wattpad. W 2022 r. pierwszą częścią jej cyklu powieściowego była Rodzina Monet, która została opublikowana w wersji papierowej i uzyskała nominację do nagrody Bestsellery Empiku. Książka nie uzyskała nagrody, ale Weronika Marczak została wybrana "Pisarką Roku".

## Twórczość
- Rodzina Monet. Skarb,  2022, ISBN 978-83-287-2508-9
- Rodzina Monet. Królewna cz.I,  2023, ISBN 978-83-287-2612-3
- Rodzina Monet. Królewna cz.II,  2023, ISBN 978-83-287-2623-9
- Rodzina Monet. Perełka cz.I,  2023, ISBN 978-83-287-2696-3
- Rodzina Monet. Perełka cz.II, 2023, ISBN 978-83-287-2729-8
- Rodzina Monet. Diament cz.I, 2023, ISBN 978-83-287-2866-0
- Rodzina Monet. Diament cz. II, 2024,  ISBN 978-83-287-2976-6
- Ally Love. Feels No Love, 2024, ISBN 978-83-287-3363-3
- Ally Love. Starts To Love, 2024, ISBN 978-83-287-3365-7
- Serce rodziny Monet, 2025, ISBN 978-83-287-3723-5